# Roberta Sá
Roberta Varella de Sá  (née le 19 décembre 1980 à Natal, Rio Grande do Norte) est une chanteuse brésilienne de samba et de MPB.

## Discographie
- 2004 : Sambas e Bossas
- 2005 : Braseiro
- 2007 : Que Belo Estranho Dia Para se Ter Alegria
- 2009 : Pra se Ter Alegria
- 2010 : Quando o Canto É Reza
- 2012 : Segunda Pele
- 2015 : Delírio
- 2019 : Giro